# Préizerdaul
Préizerdaul (luxemburguès Préizerdaul, alemany Préizerdaul) és una comuna i vila a l'oest de Luxemburg, que forma part del cantó de Redange. Comprèn les viles de Bettborn, Platen, Pratz i Reimberg. Limita amb els municipis de Grosbous, Rambrouch, Redange, Useldange i Wahl.

## Població
| Nacionalitat   | Població | %      |
| -------------- | -------- | ------ |
| luxemburguesos | 1.044    | 83,92% |
| Forasters      | 200      | 16,08% |
| - portuguesos  | 64       | 5,14%  |
| - francesos    | 9        | 0,72%  |
| - italians     | 37       | 2,97%  |
| - belgues      | 44       | 3,54%  |
| - alemanys     | 10       | 0,80%  |
| - iugoslaus    | 5        | 0,40%  |
| - altres       | 31       | 2,49%  |

## Evolució demogràfica
| Any        | Població |
| ---------- | -------- |
| 15/02/2001 | 1.244    |
| 01/01/2002 | 1.256    |
| 01/01/2003 | 1.247    |
| 01/01/2004 | 1.281    |
| 01/01/2005 | 1.322    |